# Ріроріро біяцький
Ріроріро біяцький (Gerygone hypoxantha) — вид горобцеподібних птахів родини шиподзьобових (Acanthizidae). Ендемік Індонезії.

## Таксономія
Біяцький ріроріро раніше вважався підвидом великодзьобого ріроріро.

## Поширення
Біяцький ріроріро є ендеміком індонезійського острова Біак в провінції Папуа. Птах мешкає в мангрових лісах.

## Збереження
МСОП вважає цей вид вразливим. Йому загрожує знищення природного середовища.